# Gran Premio de Quebec 2016
La 7.ª edición de la clásica ciclista Gran Premio de Quebec se celebró en Canadá el 9 de septiembre de 2016 en un circuito de 12,6 kilómetros en la ciudad de Quebec, al que se le dieron 16 vueltas para completar un total de 201,6 kilómetros.
La carrera hizo parte del UCI WorldTour 2016 siendo la vigesimocuarta competición del calendario de máxima categoría mundial.
La carrera fue ganada por el corredor eslovaco Peter Sagan del equipo Tinkoff, quién ganó al sprint por delante del belga Greg Van Avermaet (BMC Racing) y del francés Anthony Roux (FDJ).

## Recorrido
El Gran Premio de Quebec dispuso de un recorrido total de 201,6 kilómetros, donde los ciclistas disputaron un circuito de 12,6 km de 16 vueltas alrededor de la ciudad.

## Equipos participantes
Tomaron parte en la carrera veintiún equipos: los dieciocho UCI ProTeam (al tener asegurada y ser obligatoria su participación), más dos equipos Profesionales Continentales y una selección nacional de Canadá invitados por la organización.
| WorldTeams (18)- Tinkoff - Cannondale-Drapac - Lotto-Soudal - Movistar Team - Sky - BMC Racing Team - Katusha - Etixx-Quick Step - Orica-BikeExchange - Trek-Segafredo - FDJ - Astana - Lotto NL-Jumbo - AG2R La Mondiale - Lampre-Merida - Giant-Alpecin - IAM Cycling - Dimension Data Equipos continentales profesionales (2)- Direct Énergie - Bora-Argon 18 Equipo nacional- Canadá |
| |

## Clasificación final
- Las clasificaciones finalizaron de la siguiente forma:[3]

| \| Clasificación general \| Clasificación general \| Clasificación general \| Clasificación general \| Clasificación general \| \| Ciclista \| Ciclista \| Equipo \| Tiempo \| \| \| --------------------- \| --------------------- \| --------------------- \| --------------------- \| --------------------- \| \| 1.º \| Peter Sagan \| Tinkoff \| 5 h 07 min 13 s \| \| \| 2.º \| Greg Van Avermaet \| BMC Racing Team \| + 0 s \| \| \| 3.º \| Anthony Roux \| FDJ \| + 0 s \| \| \| 4.º \| Alberto Bettiol \| Cannondale-Drapac \| + 0 s \| \| \| 5.º \| Michael Matthews \| Orica-BikeExchange \| + 0 s \| \| \| 6.º \| Nathan Haas \| Dimension Data \| + 0 s \| \| \| 7.º \| Diego Ulissi \| Lampre-Merida \| + 0 s \| \| \| 8.º \| Bauke Mollema \| Trek-Segafredo \| + 0 s \| \| \| 9.º \| Petr Vakoč \| Etixx-Quick Step \| + 0 s \| \| \| 10.º \| Rigoberto Urán \| Cannondale-Drapac \| + 0 s \| \| \| 11.º \| Viacheslav Kuznetsov \| Katusha \| + 0 s \| \| \| 12.º \| Wilco Kelderman \| LottoNL-Jumbo \| + 0 s \| \| \| 13.º \| Rui Alberto Costa \| Lampre-Merida \| + 0 s \| \| \| 14.º \| Tim Wellens \| Lotto-Soudal \| + 0 s \| \| \| 15.º \| Tom Slagter \| Cannondale-Drapac \| + 0 s \| \| \| 16.º \| Yoann Offredo \| FDJ \| + 0 s \| \| \| 17.º \| Guillaume Boivin \| Canadá \| + 0 s \| \| \| 18.º \| Tiesj Benoot \| Lotto-Soudal \| + 0 s \| \| \| 19.º \| Fabio Aru \| Astana \| + 0 s \| \| \| 20.º \| Ryder Hesjedal \| Trek-Segafredo \| + 8 s \| \| |                      |                    |                 |
| |                      |                    |                 |
| Fuente: ProCyclingStats |                      |                    |                 |
| Clasificación general |                      |                    |                 |
| Ciclista | Ciclista             | Equipo             | Tiempo          |
| 1.º | Peter Sagan          | Tinkoff            | 5 h 07 min 13 s |
| 2.º | Greg Van Avermaet    | BMC Racing Team    | + 0 s           |
| 3.º | Anthony Roux         | FDJ                | + 0 s           |
| 4.º | Alberto Bettiol      | Cannondale-Drapac  | + 0 s           |
| 5.º | Michael Matthews     | Orica-BikeExchange | + 0 s           |
| 6.º | Nathan Haas          | Dimension Data     | + 0 s           |
| 7.º | Diego Ulissi         | Lampre-Merida      | + 0 s           |
| 8.º | Bauke Mollema        | Trek-Segafredo     | + 0 s           |
| 9.º | Petr Vakoč           | Etixx-Quick Step   | + 0 s           |
| 10.º | Rigoberto Urán       | Cannondale-Drapac  | + 0 s           |
| 11.º | Viacheslav Kuznetsov | Katusha            | + 0 s           |
| 12.º | Wilco Kelderman      | LottoNL-Jumbo      | + 0 s           |
| 13.º | Rui Alberto Costa    | Lampre-Merida      | + 0 s           |
| 14.º | Tim Wellens          | Lotto-Soudal       | + 0 s           |
| 15.º | Tom Slagter          | Cannondale-Drapac  | + 0 s           |
| 16.º | Yoann Offredo        | FDJ                | + 0 s           |
| 17.º | Guillaume Boivin     | Canadá             | + 0 s           |
| 18.º | Tiesj Benoot         | Lotto-Soudal       | + 0 s           |
| 19.º | Fabio Aru            | Astana             | + 0 s           |
| 20.º | Ryder Hesjedal       | Trek-Segafredo     | + 8 s           |

## UCI World Tour
El Gran Premio de Quebec otorga puntos para el UCI WorldTour 2016, para corredores de equipos en las categorías UCI ProTeam, Profesional Continental y Equipos Continentales. La siguiente tabla corresponde al baremo de puntuación:
| Posición   | 1.º | 2.º | 3.º | 4.º | 5.º | 6.º | 7.º | 8.º | 9.º | 10.º |
| Puntuación | 80  | 60  | 50  | 40  | 30  | 22  | 14  | 10  | 6   | 2    |

| Posición | Ciclista          | Equipo             | Puntos |
| -------- | ----------------- | ------------------ | ------ |
| 1.º      | Peter Sagan       | Tinkoff            | 80     |
| 2.º      | Greg Van Avermaet | BMC Racing         | 60     |
| 3.º      | Anthony Roux      | FDJ                | 50     |
| 4.º      | Alberto Bettiol   | Cannondale-Drapac  | 40     |
| 5.º      | Michael Matthews  | Orica-BikeExchange | 30     |
| 6.º      | Nathan Haas       | Dimension Data     | 22     |
| 7.º      | Diego Ulissi      | Lampre-Merida      | 14     |
| 8.º      | Bauke Mollema     | Trek-Segafredo     | 10     |
| 9.º      | Petr Vakoč        | Etixx-Quick Step   | 6      |
| 10.º     | Rigoberto Urán    | Cannondale-Drapac  | 2      |

Además, también otorgó puntos para el UCI World Ranking (clasificación global de todas las carreras internacionales).
| Posición   | 1.º | 2.º | 3.º | 4.º | 5.º | 6.º | 7.º | 8.º | 9.º | 10.º |
| Puntuación | 500 | 400 | 325 | 275 | 225 | 175 | 150 | 125 | 100 | 85   |

| Posición | Ciclista          | Equipo             | Puntos |
| -------- | ----------------- | ------------------ | ------ |
| 1.º      | Peter Sagan       | Tinkoff            | 500    |
| 2.º      | Greg Van Avermaet | BMC Racing         | 400    |
| 3.º      | Anthony Roux      | FDJ                | 325    |
| 4.º      | Alberto Bettiol   | Cannondale-Drapac  | 275    |
| 5.º      | Michael Matthews  | Orica-BikeExchange | 225    |
| 6.º      | Nathan Haas       | Dimension Data     | 175    |
| 7.º      | Diego Ulissi      | Lampre-Merida      | 150    |
| 8.º      | Bauke Mollema     | Trek-Segafredo     | 125    |
| 9.º      | Petr Vakoč        | Etixx-Quick Step   | 100    |
| 10.º     | Rigoberto Urán    | Cannondale-Drapac  | 85     |